# Cryptomeigenia theutis
Cryptomeigenia theutis là một loài ruồi trong họ Tachinidae.